# Gene Taylor (politico)
Gary Eugene Taylor, detto Gene (New Orleans, 17 settembre 1953), è un politico statunitense, membro della Camera dei Rappresentanti per lo Stato del Mississippi dal 1989 al 2011.

## Biografia
Originario di New Orleans, Taylor si trasferì in Mississippi negli anni settanta per lavoro.
Nel 1981 entrò in politica con il Partito Democratico e riuscì ad essere eletto all'interno del consiglio comunale di Bay St. Louis. Due anni dopo approdò all'interno della legislatura statale del Mississippi, dove rimase fino al 1988. In quell'anno infatti Taylor si candidò alla Camera dei Rappresentanti per succedere al repubblicano Trent Lott, ma venne sconfitto dall'avversario Larkin I. Smith.
Otto mesi dopo, Smith morì in un incidente aereo e vennero indette delle elezioni speciali per assegnare il suo seggio. Taylor si candidò nuovamente e questa volta riuscì ad essere eletto. Negli anni successivi venne riconfermato dagli elettori con elevate percentuali di voto, fin quando nel 2010 venne sconfitto di misura dall'avversario repubblicano Steven Palazzo.
Taylor è sempre stato considerato un democratico estremamente centrista, talvolta addirittura conservatore. Coniugato con Margaret Gordon, Taylor è padre di tre figli.